# Facundo Mansilla
Zahir Facundo Mansilla (Rosario, Argentina; 27 de febrero de 1999) es un futbolista argentino de origen sirio. Juega como defensa central y su equipo actual es Central Córdoba de la Liga Profesionalde Argentina.

## Trayectoria
Nacido en Rosario, Mansilla entró a las inferiores del Newell's Old Boys en 2013. Debutó con el primer equipo el 17 de mayo de 2021 ante Sarmiento de Junín por la Copa Argentina. Disputó su primer encuentro de primera división el 17 de julio de 2021 ante Talleres de Córdoba. Renovó su contrato con el club en septiembre de 2021.
Para el 2024 fichó por Sport Boys del Callao. Jugó 24 partidos, teniendo bastante regular en la zaga central rosada. Al no hacer la opción de compra establecida por Newell's Old Boys, regresó al lepra.

## Estadísticas
Actualizado al último partido disputado el 7 de octubre de 2023.
| Club                        | Div.          | Temporada     | Liga  | Liga  | Copas nacionales | Copas nacionales | Copas internacionales | Copas internacionales | Total | Total |
| Club                        | Div.          | Temporada     | Part. | Goles | Part.            | Goles            | Part.                 | Goles                 | Part. | Goles |
| --------------------------- | ------------- | ------------- | ----- | ----- | ---------------- | ---------------- | --------------------- | --------------------- | ----- | ----- |
| Newell's Old Boys Argentina | 1.ª           | 2020-21       | 0     | 0     | 1                | 0                | —                     | —                     | 1     | 0     |
| Newell's Old Boys Argentina | 1.ª           | 2021          | 14    | 1     | 0                | 0                | 2                     | 0                     | 16    | 1     |
| Newell's Old Boys Argentina | 1.ª           | 2022          | 14    | 0     | 2                | 0                | —                     | —                     | 16    | 0     |
| Newell's Old Boys Argentina | 1.ª           | 2023          | 16    | 1     | 7                | 0                | 3                     | 0                     | 26    | 1     |
| Newell's Old Boys Argentina | Total club    | Total club    | 44    | 2     | 10               | 0                | 5                     | 0                     | 59    | 2     |
| Total carrera               | Total carrera | Total carrera | 44    | 2     | 10               | 0                | 5                     | 0                     | 59    | 2     |